# 金井山站

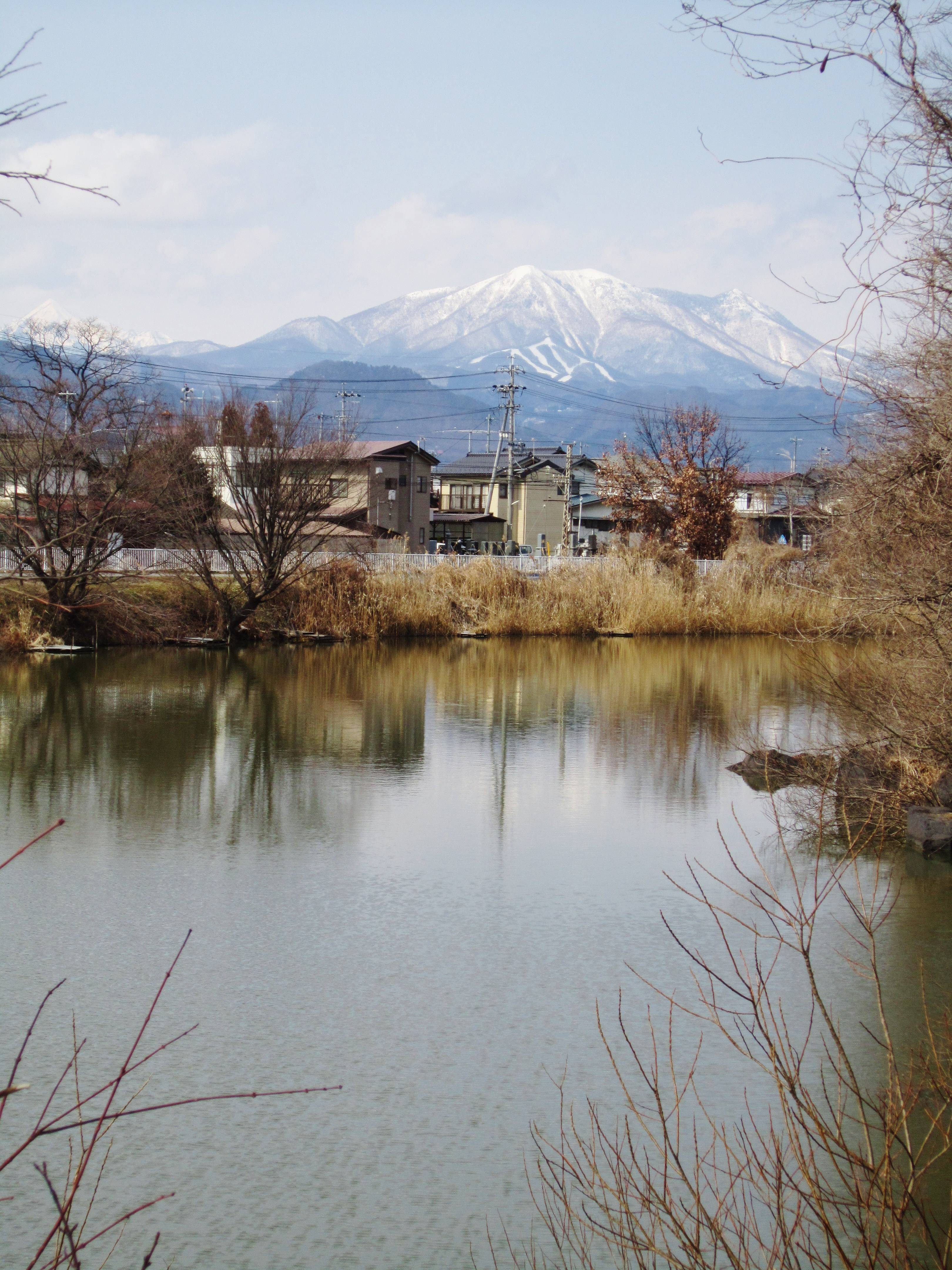
車站南邊的金井池和飯繩山

金井山站（日语：／ Kanaiyama eki */?）是位於長野縣長野市松代町岩野，長野電鐵的屋代線車站（廢站）。在2012年4月1日，隨著屋代線廢線，此站也被廢除。此站的車站編號為Y7。

## 歷史
- 1922年（大正11年）6月10日 - 河東鐵道車站啟用[1]。
- 1926年（大正15年）9月30日 - 河東鐵道與長野電氣鐵道合併，長野電鐵成立。此站成為長野電鐵河東線的車站。
- 1965年（昭和40年）4月1日 - 結束處理貨物。
- 1978年（昭和53年）2月25日 - 隨著變更為停留場，廢除站內平交道[1]。
- 1981年（昭和56年）5月11日 - 變成無人車站。
- 2002年（平成14年）9月18日 - 路線名稱改為屋代線。
- 2012年（平成24年）4月1日 - 屋代線廢除，此站也被廢除[1]。

## 車站構造
截至車站廢除前，車站是一座地面車站，設有1面1線的單式月台。曾經此站設有2面2線的相對式月台和貨物側線，當時為有人車站。在廢站前為無人車站。
在戰後一段時期，此站靠近松代一方設有運出石材專用的側線。

## 車站周邊
- 長野市立寺尾小學
- 寺尾郵局
- 千曲川
- 國道403號（日语：国道403号）（谷街道）
- 山本勘助之墓[1]
- 金井池（日语：金井池）

## 巴士路線
在站前的國道403號上設有Alpico交通（川中島巴士）、長電巴士金井山巴士站。
- Alpico交通（川中島巴士（日语：川中島バス））
  - 48 長野站 - 市政廳前（日语：長野市役所） - 文化學園前（日语：文化学園長野中学校・高等学校） - 綱島（日语：青木島町#青木島町綱島） - 金井山 - 松代站 - 松代高校
- 長電巴士（日语：長電バス）
  - （屋代線替代巴士）：須坂站 - 井上 - 若穗病院 - 川田站 - 金井山 - 松代站 - 岩野 - 屋代站

## 使用狀況
以下為一年總乘車人次和1日平均乘車人次列表：
- 2006年度　16,852人 ： 46人/日
- 2007年度　16,115人 ： 44人/日
- 2008年度　14,393人 ： 39人/日
- 2009年度　14,161人 ： 39人/日
- 2010年度　14,001人 ： 38人/日

## 相鄰車站
長野電鐵
■屋代線
松代（Y6）－金井山（Y7）－大室（Y8）

## 注腳
1. 1 2 3 4 5 6 7 8 9 10 11 12  信濃毎日新聞社出版部. . 信濃毎日新聞社. 2011-07-24: 297. ISBN 9784784071647 （日语）.
2. ↑  長野市統計書

## 外部連結
- ながでんWebStation 金井山駅，存于（日語）